# William Fichtner
William Edward "Bill" Fichtner (East Meadow, New York, 1956. november 27. –) amerikai színész.
Szerepelt az As The World Turns című televíziósorozatban 1987 és 1994 között. "Bill Fichtner" néven hangját adta Ken Rosenberg-nek a népszerű videójátékokban, a Grand Theft Auto: Vice City-ben és a Grand Theft Auto: San Andreas-ban. 2005 és 2006 között Tom Underlay seriffként szerepelt a Rejtélyek városa (Invasion) című sorozatban. Miután a sorozat forgatását abbahagyták, szerepet kapott A szökés második évadjában.

## Fiatalkora
Fichtner East Meadowban, a Mitchel Légibázison született Patricia A. és William E. Fichtner fiaként. A New York állambeli Cheektowagában nőtt fel.
Középiskolai tanulmányait a Maryvale High Schoolban végezte el, Cheektowagában. Ezután a Farmingdale State College kétéves képzésének keretein belül büntetőjogot tanult 1976-ig, 1978-ban pedig a New York-i State University of New York at Brockport-on alapfokú diplomát szerzett, szintén büntetőjogból. Ezután az egyik egyetemi tanácsadó, Don Harvey, hatására döntött úgy, hogy beiratkozik az American Academy of Dramatic Arts-ra színészetet tanulni. Harvey az egyik legjobb barátja lett, ő vitte el Fichtnert az első Broadway előadására is. A színész később többször is részt vett a Farmingdale State College rendezvényein.

## Pályafutása
Filmes karrierje 1987-ben kezdődött, amikor megkapta az As the World Turns című amerikai televíziós sorozatban Josh Snyder szerepét. Azóta olyan filmekben szerepelt, mint a Szemtől szemben, Kapcsolat, Armageddon, Nyomás, Viharzóna, A Sólyom végveszélyben, Equilibrium – Gyilkos nyugalom, Csontdaráló, Ütközések, Ultraviola, A sötét lovag és legutóbb a Féktelen harag Nicolas Cage mellett. Főleg mellékszerepekben tűnt fel, a 2000-ben készült Ébren álmodó című filmben megkapta a főszerepet Demi Moore és Stellan Skarsgård mellett.
2005 és 2006 között a Rejtélyek városa című amerikai televíziós sorozatban Tom Underlay seriffet alakította. Miután a sorozatot 1 évad után befejezték, megkapta Alexander Mahone szerepét A szökésben. A sorozathoz a második évadban csatlakozott és egészen a negyedik, utolsó évadig maradt. Elmondása szerint sokkal jobban szeret filmekben játszani mint sorozatokban, élete egyik fénypontja volt, amikor a Rejtélyek városát elkaszálták. 2009-ben a National Hockey League díjátadóján ő adta át az egyik díjat.
2008-ban A sötét lovagban kapott egy kisebb szerepet, mellyel a film rendezője, Christopher Nolan a színész Szemtől szemben-ben játszott szerepe előtt akart tisztelegni.
A stáblistában Bill Fichtnerként említve hangját adta a Grand Theft Auto: Vice City és a Grand Theft Auto: San Andreas egyik fontos szereplőjének, Ken Rosenbergnek. Ezen kívül a Call of Duty: Modern Warfare 3 számítógépes játékban Master Sergeant Sandman hangját kölcsönözte.

## Filmográfia

### Film
| Év   | Magyar cím                        | Eredeti cím                         | Szerep                 | Magyar hang            |
| ---- | --------------------------------- | ----------------------------------- | ---------------------- | ---------------------- |
| 1994 | Kvíz-show                         | Quiz Show                           | színházi ügyelő        |                        |
| 1995 | Pusztító szenvedélyek             | Underneath                          | Tommy Dundee           | Szerémi Zoltán         |
| 1995 | Strange Days – A halál napja      | Strange Days                        | Dwayne Engelman        | Rosta Sándor           |
| 1995 | Szemtől szemben                   | Heat                                | Roger Van Zant         | Juhász György          |
| 1995 | Vakmerő                           | Reckless                            | Rachel apja            |                        |
| 1995 | SID 6.7 – A tökéletes gyilkos     | Virtuosity                          | Wallace                | Lux Ádám               |
| 1996 | Albínó aligátor                   | Albino Alligator                    | Law                    | Sinkovits-Vitay András |
| 1997 | Kapcsolat                         | Contact                             | Kent                   | Háda János             |
| 1997 | Halálkanyar                       | Switchback                          | Jack McGinnis          | Lux Ádám               |
| 1998 | Armageddon                        | Armageddon                          | Willie Sharp ezredes   | Jakab Csaba            |
| 1999 | Nyomás                            | Go                                  | Burke                  | Forgács Péter          |
| 1999 | Halálbiztosítás                   | The Settlement                      | Jerry                  | Schnell Ádám           |
| 2000 | Dögölj meg, drága Mona!           | Drowning Mona                       | Phil Dearly            | Fazekas István         |
| 2000 | Viharzóna                         | The Perfect Storm                   | David 'Sully' Sullivan | Bognár Zsolt           |
| 2000 | Ébren álmodó                      | Passion of Mind                     | Aaron Reilly           | Czvetkó Sándor         |
| 2001 | Négybalkéz                        | What's the Worst That Could Happen? | Alex Tardio nyomozó    | Kautzky Armand         |
| 2001 | Pearl Harbor – Égi háború         | Pearl Harbor                        | Danny apja             | Breyer Zoltán          |
| 2001 | A Sólyom végveszélyben            | Black Hawk Down                     | Jeff Sanderson         | Fazekas István         |
| 2002 | Equilibrium – Gyilkos nyugalom    | Equilibrium                         | Jurgen                 | Juhász György          |
| 2002 | A gyógyító                        | Julie Walking Home                  | Henry                  |                        |
| 2004 | Ütközések                         | Crash                               | Flanagan               | Juhász György          |
| 2005 | Mr. és Mrs. Smith                 | Mr. & Mrs. Smith                    | Dr. Wexler (hangja)    | Jakab Csaba            |
| 2005 | Csontdaráló                       | The Longest Yard                    | Knauer kapitány        | Kálid Artúr            |
| 2005 |                                   | The Amateurs                        | Otis                   |                        |
| 2005 | Elrabolva                         | The Chumscrubber                    | Dr. Bill Stifle        |                        |
| 2005 |                                   | Nine Lives                          | Andrew                 |                        |
| 2006 | Ultraviola                        | Ultraviolet                         | Garth                  | Kardos Róbert          |
| 2006 | A jóslat                          | First Snow                          | Ed Jacomoi             | Schnell Ádám           |
| 2007 | Jégi dicsőségünk                  | Blades of Glory                     | Darren MacElroy        | Rosta Sándor           |
| 2008 | A sötét lovag                     | The Dark Knight                     | bankigazgató           | Kálid Artúr            |
| 2010 | Párterápia                        | Date Night                          | Frank Crenshaw         | Józsa Imre             |
| 2011 | Féktelen harag                    | Drive Angry                         | A Könyvelő             | Forgács Péter          |
| 2011 | Brilliáns meló                    | The Big Bang                        | Poley nyomozó          | Laklóth Aladár         |
| 2012 |                                   | Wrong                               | Chang mester           |                        |
| 2013 | A magányos lovas                  | The Lone Ranger                     | Butch Cavendish        | Epres Attila           |
| 2013 | Elysium – Zárt világ              | Elysium                             | John Carlyle           | Mertz Tibor            |
| 2013 |                                   | Phantom                             | Alex Kozlov            |                        |
| 2014 | Tini nindzsa teknőcök             | Teenage Mutant Ninja Turtles        | Eric Sachs             | Csernák János          |
| 2014 | A kelletlen útitárs               | The Homesman                        | Vester Belknap         | Háda János             |
| 2016 | A függetlenség napja – Feltámadás | Independence Day: Resurgence        | Adams tábornok         | Laklóth Aladár         |
| 2016 |                                   | American Wrestler: The Wizard       | Plyler edző            |                        |
| 2017 |                                   | Krystal                             | Dr. Farley             |                        |
| 2017 |                                   | The Neighbor                        | Michael                |                        |
| 2017 | Forró nyári éjszakák              | Hot Summer Nights                   | Shep                   | Schnell Ádám           |
| 2018 | O. G.: Original Gangsta           | O.G.                                | Danvers                | Fazekas István         |
| 2018 |                                   | Traffik                             | Mr. Waynewright        |                        |
| 2018 | 12 katona                         | 12 Strong                           | Mulholland ezredes     | Epres Attila           |
| 2018 |                                   | Cold Brook                          | Ted Markham            |                        |
| 2018 | Az ördög összes embere            | All the Devil's Men                 | Brennan                |                        |
| 2019 |                                   | Josie & Jack                        | Raeburn                |                        |
| 2019 |                                   | Finding Steve McQueen               | Enzo Rotella           |                        |
| 2021 |                                   | The Space Between                   | Donny Rumson           |                        |
| 2021 |                                   | The Birthday Cake                   | Ricardo nagybácsi      |                        |
| 2023 | Konstrukció                       | Hypnotic                            | Lev Dellrayne          | Schnell Ádám           |

### Televízió
| Év        | Magyar cím                    | Eredeti cím                                | Szerep                    | Megjegyzések                                                         |
| --------- | ----------------------------- | ------------------------------------------ | ------------------------- | -------------------------------------------------------------------- |
| 1987–2006 |                               | As the World Turns                         | Josh Snyder               | 79 epizód                                                            |
| 1989      |                               | A Man Called Hawk                          | Boros                     | 2 epizód                                                             |
| 1989      | Baywatch                      | Baywatch                                   | Howard Ganza              | 1 epizód                                                             |
| 1994–1995 |                               | Grace Under Fire                           | Ryan Sparks               | 8 epizód                                                             |
| 1995      | Ketten a farmon               | A Father for Charlie                       | seriff                    | - tévéfilm - magyar hangja: - Galbenisz Tomasz                       |
| 2002      |                               | MDs                                        | Dr. Bruce Kellerman       | főszereplő (10 epizód)                                               |
| 2004      | Az elnök emberei              | The West Wing                              | Christopher Mulready bíró | 1 epizód (Mentő ötlet)                                               |
| 2005      | A múlt fogságában             | Empire Falls                               | Jimmy Minty               | - 2 epizód - magyar hangja: - Kárpáti Levente                        |
| 2005      | Amerikai fater                | American Dad!                              | Harland (hangja)          | 1 epizód                                                             |
| 2005–2006 | Rejtélyek városa              | Invasion                                   | Tom Underlay seriff       | főszereplő (22 epizód)                                               |
| 2006–2009 | A szökés                      | Prison Break                               | Alexander Mahone          | főszereplő (59 epizód)                                               |
| 2009–2011 | Törtetők                      | Entourage                                  | Phil Yagoda               | 13 epizód                                                            |
| 2012      | Geronimo hadművelet           | Seal Team Six: The Raid on Osama Bin Laden | Mr. Guidry                | - tévéfilm - magyar hangja: - Epres Attila                           |
| 2013–2014 | Crossing Lines – Határtalanul | Crossing Lines                             | Carl Hickman              | - 22 epizód - magyar hangja: - Schnell Ádám                          |
| 2015–2016 | Empire                        | Empire                                     | Jameson Henthrop          | 4 epizód                                                             |
| 2016      |                               | Shooter                                    | Rathford O'Brien          | 1 epizód                                                             |
| 2016–2021 | Anyák gyöngye                 | Mom                                        | Adam Janikowski           | - 84 epizód - visszatérő szereplő (3. évad) - főszereplő (4-8. évad) |
| 2017      |                               | Top Gear America                           | önmaga                    | 1 epizód                                                             |
| 2019      | Az alelnök                    | Veep                                       | Felix Wade                | 1 epizód                                                             |
| 2020      |                               | Corporate                                  | Brett                     | 1 epizód                                                             |
| 2022      |                               | Joe vs. Carole                             | Rick Kirkham              | minisorozat                                                          |
| 2023      |                               | The Company You Keep                       | Leo                       | főszereplő                                                           |

### Videójátékok
| Év   | Cím                                                    | Szerep                  | Megjegyzések                              |
| ---- | ------------------------------------------------------ | ----------------------- | ----------------------------------------- |
| 2002 | Grand Theft Auto: Vice City                            | Ken Rosenberg           | Willian Fichtner néven                    |
| 2004 | Grand Theft Auto: San Andreas                          | Ken Rosenberg           | Bill Fichtner néven                       |
| 2008 | Turok                                                  | Logan                   |                                           |
| 2011 | Call of Duty: Modern Warfare 3                         | Sandman főtörzsőrmester |                                           |
| 2012 | Infex                                                  | adminisztrátor          |                                           |
| 2013 | Disney Infinity                                        | Butch Cavendish         |                                           |
| 2014 | Teenage Mutant Ninja Turtles                           | The Shredder            | Nintendo 3DS verzió                       |
| 2021 | Grand Theft Auto: The Trilogy – The Definitive Edition | Ken Rosenberg           | Vice City & San Andreas remastered verzió |

## Fordítás
- Ez a szócikk részben vagy egészben  a   William Fichtner című angol Wikipédia-szócikk ezen változatának fordításán alapul.  Az eredeti cikk szerkesztőit annak laptörténete sorolja fel. Ez a jelzés csupán a megfogalmazás eredetét és a szerzői jogokat jelzi, nem szolgál a cikkben szereplő információk forrásmegjelöléseként.